# Johann Peter Roider
Johann Peter Roider (* 5. August 1776 in München; † 8. April 1820 ebenda) war ein deutscher katholischer Theologe.

## Leben
Er schloss 1794 das Jesuitengymnasium München (heute: Wilhelmsgymnasium München) ab und studierte dann am angeschlossenen Lyzeum Philosophie und Theologie. 1795 wurde unter die bischöflichen Alumnen in Freising aufgenommen. Nach der Priesterweihe 1799 und Tätigkeit als Hilfsprediger bei Domherr Ludwig Conrad Graf von Berchem zu Welden wurde er 1801 zum Professor der Theologie durch Fürstbischof Conrad von Preysing am bischöflichen Seminarium zu Dorfen. 1804 wurde er Pfarrer in Zolling. 1808 wurde er Capitels-Kämmerer und 1809 Generalinspektor über sämtliche Schulen im Distrikt Moosburg. 1815 wurde zum Direktor des Georgianums im Rang eines Geistlichen Rats und zum ordentlichen Professor in Landshut ernannt.

## Schriften (Auswahl)
- mit Sebastian Mall, Johann Michael Sailer, Benedikt Schneider und Patritius Benedikt Zimmer: Freimüthige Darstellung der Ursachen des Mangels an katholischen Geistlichen. Nebst den sichersten Mitteln zur Abhülfe. Ein Gutachten der theologischen Fakultät zu Landshut. Ulm 1817, OCLC 633300781.
- Kürzerer Katechismus der christkatholischen Religionslehre für die Volks-Schulen. München 1821.
- Christkatholische Religionslehre für die reifere Jugend. München 1821.